# Gustaf Fränckel
Gustaf Fränckel, 21 september 1868 i Göteborg, död 25 januari 1931 i Stockholm, var en svensk restaurangman och donator.
Gustaf Fränckel var son till Edvard Fränckel och dotterson till Wilhelm Davidson. Efter mogenhetsexamen 1886 genomgick Fränckel utbildning i restaurangyrket på Hasselbacken, Stockholm, som innehades av hans morbröder Manne och Ernst Davidson och där han 1896 blev delägare. Sedan Hasselbacken efter Manne Davidsons död 1910 ombildats till aktiebolag var Fränckel dess VD och chef för restaurangen till 1915. Han ägnade sig senare åt skötseln av Berns salonger, där han var styrelseledamot sedan 1907 och upparbetade under sin tid bolaget till ett mönsterföretag. Han var även chef för Kastenhof och var även verksam vid moderniseringen av Mosebackes och Saltsjöbadens restauranger. Han var en av sin samtids främsta restauratörer. Av sin kvarlåtenskap donerade han 400 000 till Gustaf Fränckels understödsfond för restauranganställda, 200 000 till Gustaf Fränckels understödsfond för musiker och 200 000 kronor till Höstsol. Fränckel som var mycket intresserad av musik understödde musiklivet i Stockholm på flera sätt.